# إيه-7 كورسير
أيه-7 كورسير II (بالإنجليزية: A-7 Corsair II)‏ هي طائرة هجوم أرضي تحت صوتية (أي لا تطير بسرعات فوق صوتية)، قادرة على الإقلاع من على متن حاملات الطائرات أمريكية. صممت الطائرة بواسطة شركة لينج-تمكو-فاوت. صممت الطائرة لتحل محل الإيه-4 سكاي هوك. دخلت الخدمة خلال حرب فيتنام. كما استخدمها كلا من سلاح الجو الأمريكي والقوات الجوية للحرس الوطني الأمريكي لتحل محل الإيه-1 سكاي رايدر والإف-100 سوبر سابر والإف-105 ثاندرشيف. كما صدرت الطائرة لليونان خلال السبعينات، والبرتغال وتايلاند في الثمانينات. جسم الطائرة وتصيمها العام كان مبنيا على الطائرة الفوق صوتية الناجحة إف-8 كروسادر. كانت الكورسير من أوائل الطائرات الحربية التي طبقت فيها عدة تقنيات حديثة مثل نظام الملاحة بالقصور الذاتي.

## التطوير والتصميم

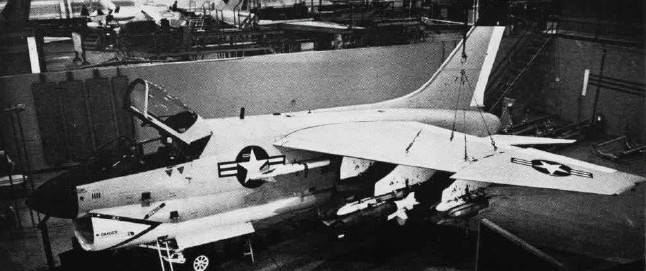
نموذج بالحجم الطبيعي للطائرة أيه-7 كورسير II

في عام 1962، بدأت البحرية الأمريكية العمل على تصميم طائرة أثقل من الإيه-4 سكاي هوك وليكون لها مدى أكبر وحمولة أكبر. تم التركيز أيضا على دقة إصابة الأهداف وذلك لتخفيض التكلفة لكل هدف. تم انهاء كل المتطلبات في عام 1963، وفي عام 1964 أعلنت البحرية فتح باب التقدم بالتصميمات أمام شركات صناعة الطائرات الأمريكية. على عكس من نظرية القوات الجوية الأمريكية والتي قضت بعدم دخول الخدمة الا للطائرات الة مثل الإف-105 ثاندر تشيف والإف-100 سوبر سابر، شعر صناع القرار في البحرية أن طائرة تحت صوتية من الممكن أن تحمل أقصى حمولة لأكبر مسافة. فكانت النظرية أن الطائرة البطيئة تستطيع حمل كمية كبيرة من الأسلحة مع أن حمولتها من القنابل تبطئ سرعتها بينما طائرة سريعة بأجنحة صغيرة وحارق خلفي ستحرق وقوداً أكثر.

## مواصفات الطائرة
الخصائص العامة
- الطول:  ()
- باع الجناح:  ()
- الارتفاع:  ()

الأداء